# Augustgroden
Koordinaten: 53° 28′ N, 8° 20′ O

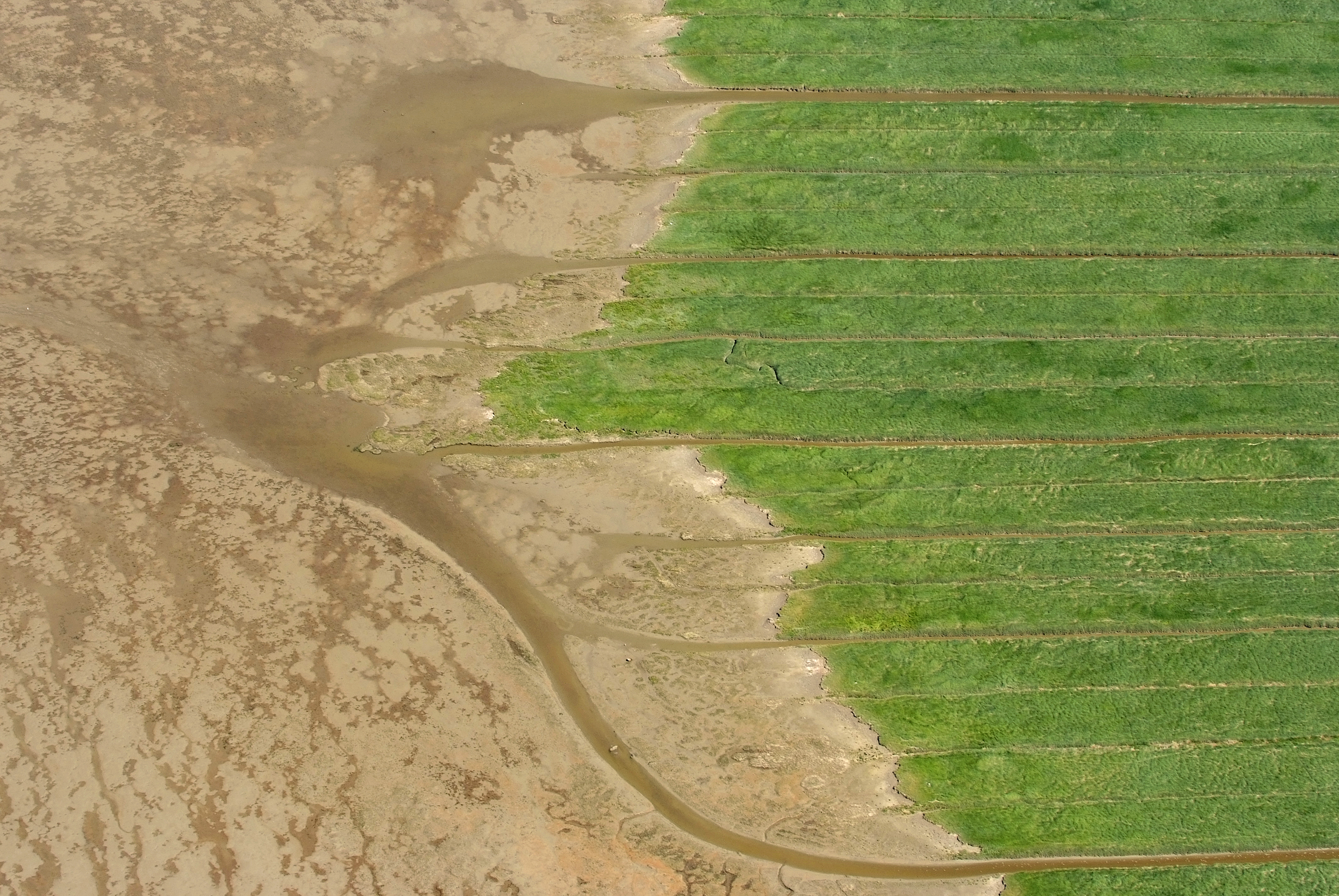
Übergang der Salzwiesen bei Augustgroden ins Watt

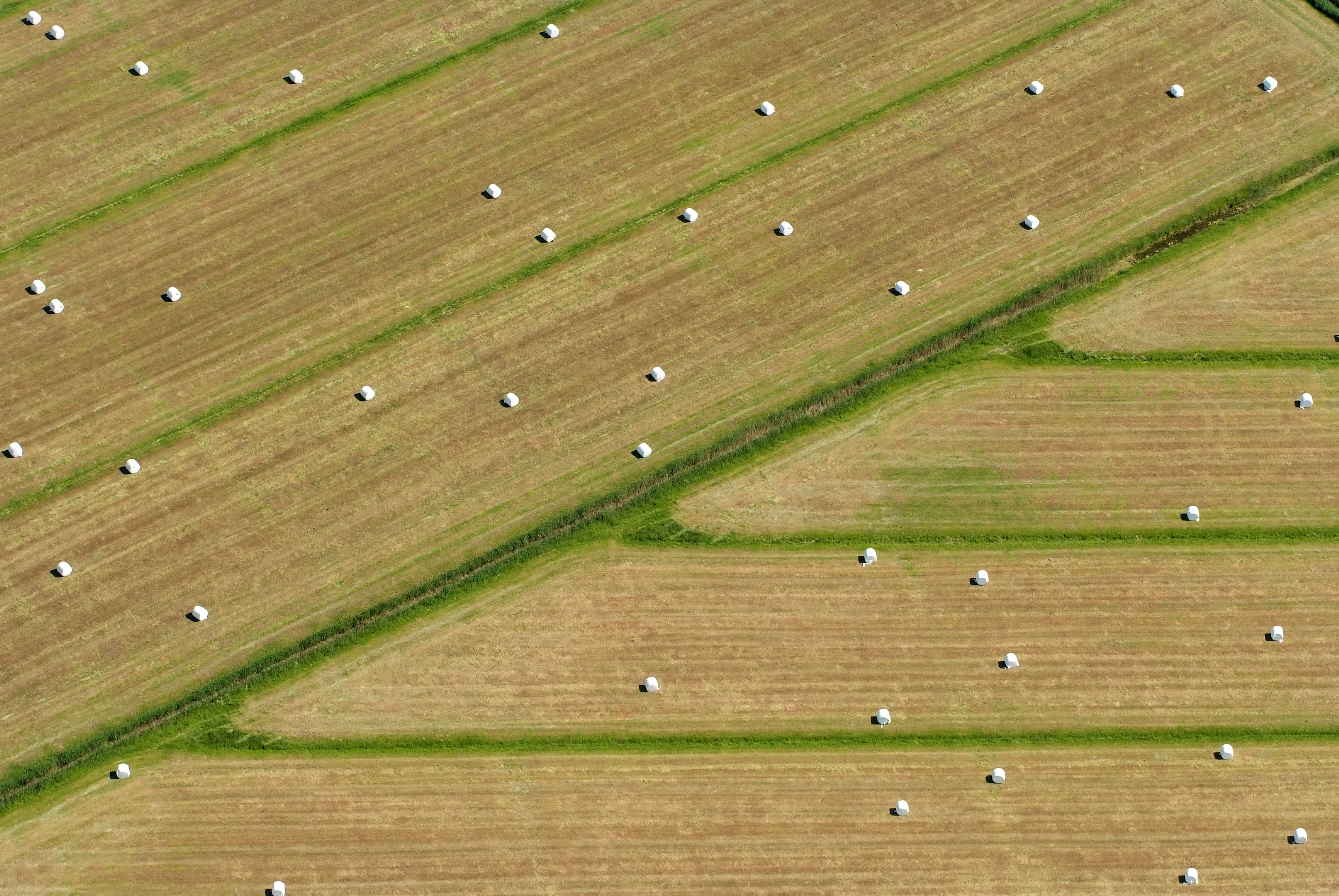
Marschland in Augustgroden

Der Augustgroden ist ein Groden und eine Bauerschaft von Seefeld, die zur Gemeinde Stadland im Norden des Landkreises Wesermarsch in Niedersachsen gehört.

## Geschichte

### Vorgeschichte
1362 entstand durch die Zweite Marcellusflut das Lockfleth. Der Jadebusen war dadurch mit der Weser verbunden; Butjadingen wurde in der gleichen Zeit zu einer Insel. Der flache Meeresarm des Lockfleths konnte in den folgenden drei Jahrhunderten von Süden her nach und nach wieder eingedeicht werden. Mitten im Dreißigjährigen Krieg beschloss Graf Anton Günther von Oldenburg, das nordwestliche Stück des Lockfleths, das „Feld an der See“, auch „Hoben“ genannt, dem Meer zu entreißen. Nach Überwindung großer Schwierigkeiten mit dem weichen Untergrund wurde 1643 der etwa 6 km lange Hobendeich von Reitlanderzoll bis zum Stollhammer Ahndeich fertiggestellt. Mit dem Hobendeich hatte Graf Anton Günther 1736 Jück Land dem Meer abgerungen. Er ließ darauf acht Vorwerke errichten und entlang des neuen Deichweges an der Innenböschung entstanden später kleine Kötterhäuser (Kötter ist die regional-übliche Bezeichnung für Dorfbewohner).

### Entstehung des Grodens

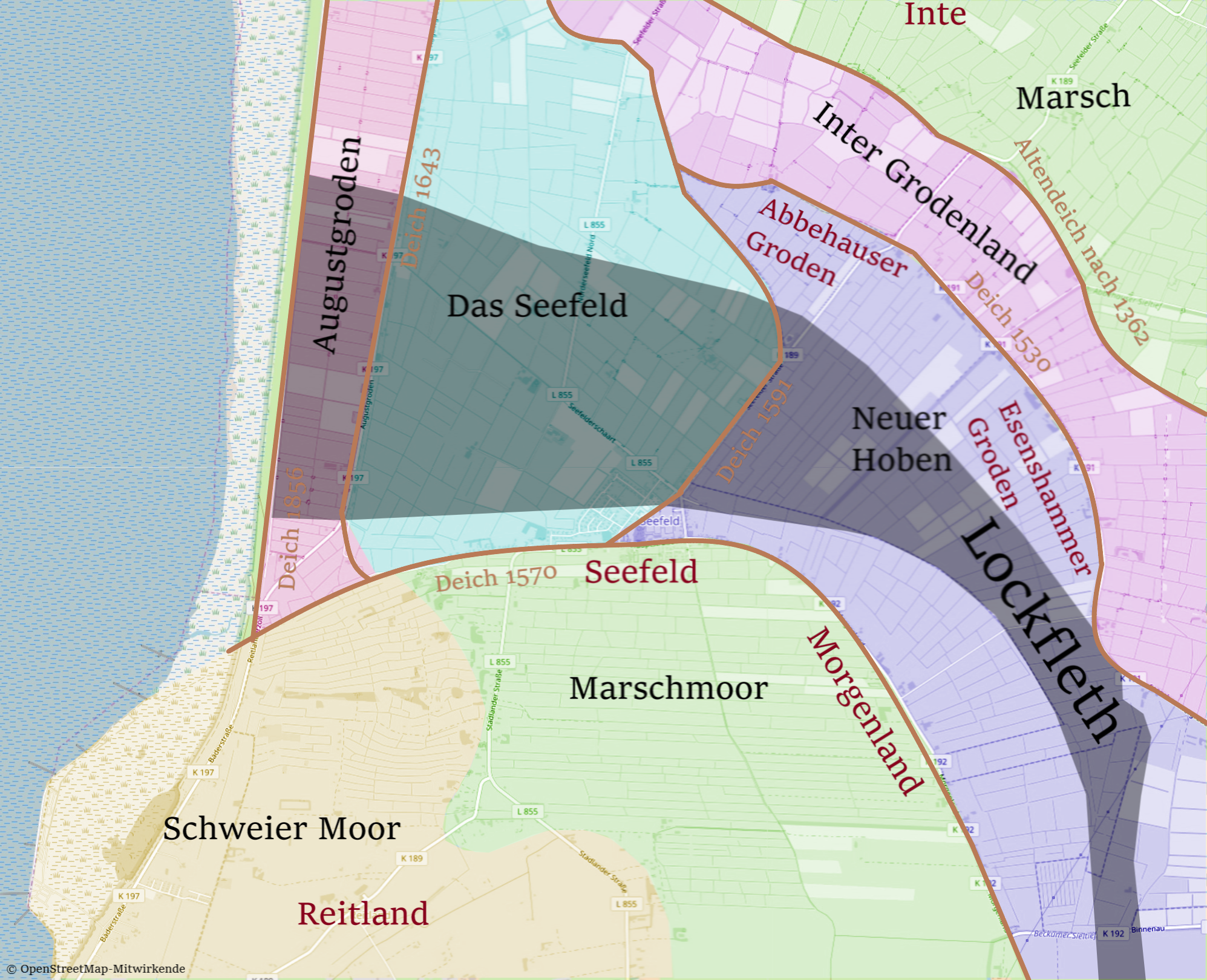
Augustgroden im historischen Zusammenhang

Vor dem neuen Hobendeich ging der Verlandungsprozess langsam weiter. Im Verlauf der folgenden zwei Jahrhunderte lagerte sich über dem weichen Schlick des ehemaligen Hobens junge Marsch ab. Die festeren Teilbereiche im Süden und im Norden entwickelten sich günstig, so dass der damalige Deichgraf Anton Günther von Münnich schon 1690 glaubte, man könne davon wenigstens 500 bis 1000 Jück eindeichen. Es sollten aber noch 150 Jahre vergehen, bevor man es wagte, derartige Pläne zu verwirklichen. Die Domäneninspektion griff die Planung erst 1837 auf und 1853 wurde der Deichbau mit der Bereitstellung von 128.000 Reichstalern genehmigt.

### Bau des Deiches
Bei Himmelshörne im Süden sollten zunächst 2160 m in Angriff genommen werden, aber nur 840 m wurden fertig, denn der weiche Untergrund bereitete unerwartet große Schwierigkeiten. Die Hälfte des herangeschafften Baumaterials verschwand im Boden, ohne dass Baufortschritte zu erkennen waren. 1854 hatte man sich 5040 m vorgenommen und dafür 800 Arbeiter eingestellt. Es regnete aber wochenlang und die aufgeworfene Erde rutschte an der steilen Innenseite immer wieder ab. Nachdem sich die Arbeiten bis Mitte November hingezogen hatten, wurde kurz vor Weihnachten und nochmals am Neujahrstag 1855 das frische und noch nicht gefestigte Bauwerk von Sturmfluten stark beschädigt.
Aus den Erfahrungen der Jahre 1853 und 1854 zog man die Lehre, den Deich im letzten Bauabschnitt zwar in ganzer Länge, aber zunächst nur in halber Höhe zu errichten, damit sich die lose Erde von Grund auf besser setzen und fest werden konnte. 1855 wurde das letzte Deichstück auf die vorgesehene volle Höhe gebracht. Die Baukosten waren auf 384.000 Mark veranschlagt worden, aber wegen der vielen unvorhergesehenen Arbeiten musste ein Betrag von 326.000 Mark nachbewilligt werden. Für den Gesamtbetrag von 710.000 Mark waren 480 Hektar fruchtbares Marschland gewonnen worden.

### Name
In einem Abschlussbericht über die Bedeichungsarbeiten hieß es, dass der neue Groden durch Verfügung vom 17. Dezember 1856 zum Gedächtnis an den 1853 verstorbenen Großherzog Paul Friedrich August die Benennung „August-Groden“ erhalten habe und sich von der Hobenbrake bis nach Beckmannsfeld in 28.000 Fuß Länge und 1.800 bis 2.900 Fuß Breite erstrecke. Der Begriff Groden (vgl. engl. to grow = wachsen, anwachsen) bezeichnet von der See angeschwemmte Neulandgebiete.

### Erschließung des Landes
Bis 1853 hatte man den vor dem alten Hobendeich liegenden Außengroden parzellenweise an Bauern aus der näheren und weiteren Umgebung verpachtet. Die Pächter ernteten hier das nur an der Meeresküste beheimatete Gras, das Andel (puccinellia maritima) genannt wird und sich wegen seines hohen Mineralstoffgehaltes vorzüglich als Ergänzung zum Rinderfutter eignet.
Nach der Eindeichung wurden die Andelwiesen gepflügt und mit Getreide bestellt, das hier, abgesehen von einigen Jahren, in denen es zu nass oder zu trocken war, gut gedieh und bis um die Jahrhundertwende ohne Düngung reiche Ernten erbrachte. Hatte das Domänenamt bis 1853 nur 18.000 Mark an Pacht für die Andelwiesen eingenommen, so erhöhte sich der Betrag jetzt auf 75.000 Mark pro Jahr und das für den Deichbau investierte Kapital konnte schon bis 1884 abgetragen werden.
Abgetragen wurde zunächst nur teilweise auch der Hobendeich von 1643 und auf seiner Außenböschung wurde ein Weg angelegt, den man 1925 mit Schlacken und erst in jüngerer Zeit mit einer Asphaltdecke befestigte. In den 1930er Jahren wurde abermals Erde des „Schlafdeiches“ zur Auffüllung von tiefer liegenden Ländereien abgefahren und die letzten Reste dienten nach der Sturmflut von 1962 zur Reparatur und Verstärkung des Augustgroden-Deiches.

### Besiedlung
Die ersten im Groden erbauten Häuser standen im äußersten Süden bei Reitlanderzoll. Für die vielen Kinder, die vom Hobendeich aus bis zur weit entfernten Schule nach Seefeld gehen mussten, wurde dann 1908 mit dem Bau einer einklassigen Schule an dem an der Außenberme des Hobendeiches entlangführenden Kleiweg erbaut und 1909 eingeweiht. Die Schule wurde bis 1965 betrieben.
Die Kötter in der Häuserreihe an der Landseite des alten Hobendeich konnten eine etwa 6 ha große Parzelle erwerben, wenn sie über ausreichende landwirtschaftliche Gebäude verfügten. Sie wurden so zu selbstständigen Landwirten. Aus dem Kaufvertrag, den der Landmann Johann Hinrich Wiggermann zu Esenshamm 1912 mit dem Großherzoglichen Ministerium der Finanzen abschloss, geht hervor, dass für 12,8145 Hektar jährlich 1665,89 Mark zu zahlen waren. Die Geldabgabe war im Ganzen oder in Teilbeträgen mit dem 25-fachen Betrag ablösbar. Der Käufer musste sich verpflichten, spätestens bis zum 1. November 1913 ein Wohnhaus auf dem Kaufstück zu errichten, es selbst zu bewohnen und es mit den nach dem Erachten der Domänen-Inspektion erforderlichen Wirtschaftsräumen zu versehen.
1938 wurde vom Hauptzollamt Wilhelmshaven ein Zollhaus in Augustgroden errichtet.

### Moderne
Während des Zweiten Weltkrieges befand sich in Augustgroden die schwere Flakbatterie Seefeld. Durch die Sturmflut am 16./17. Februar 1962 entstanden große Schäden am Deich. Das Wasser schlug über die Deichkappe hinweg und zerstörte beträchtliche Teile der Innenböschung. Die Erfahrungen aus dieser Sturmflut haben dazu geführt, dass der Deich um 1,60 m erhöht und die Böschungen abgeflacht wurden. Durch die flachere Böschungsneigung sollen Überspülungen der Deichkappe und somit Erdrutsche an der Innenböschung verhindert werden.

## Demographie
| Jahr | Einwohner |
| ---- | --------- |
| 1880 | 45        |
| 1885 | 5         |
| 1905 | 6         |
| 1910 | 14        |
| 1925 | 110       |
| 1933 | 105       |
| 1939 | 136       |
| 1946 | 307       |
| 1950 | 290       |
| 1961 | 133       |
| 1970 | 213       |